# Pama
Pama és una ciutat d'uns 14.000 habitants de Burkina Faso, capital de la Província de Kompienga.